# Mar Roxas
Manuel « Mar » Araneta Roxas II, né le 13 mai 1957 à Quezon City, est un homme politique philippin.
Il est candidat à l'élection présidentielle de 2016, à l'issue de laquelle il finit deuxième, derrière Rodrigo Duterte.